# Otto Scholz

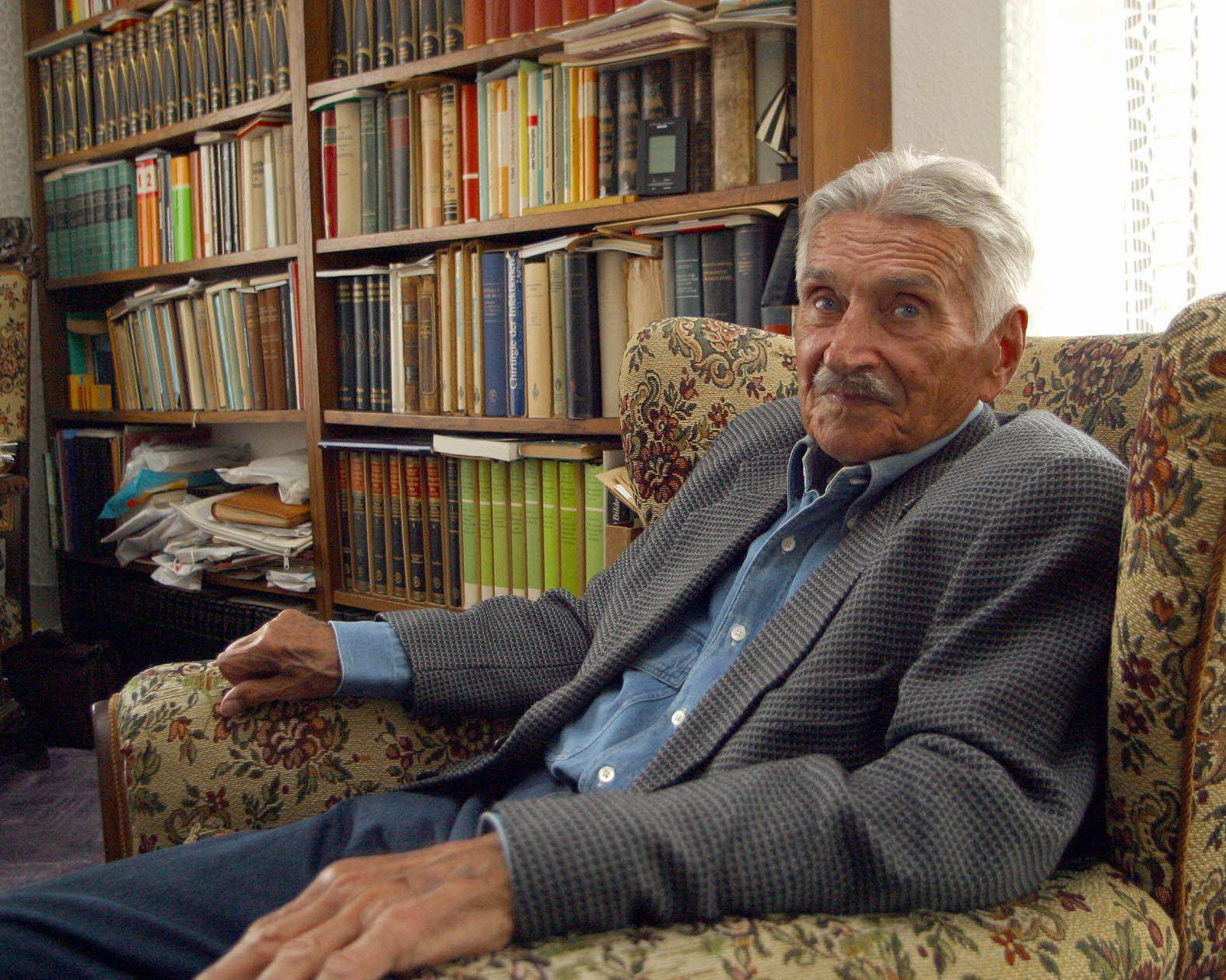
Otto Scholz (2006)

Otto Scholz (* 5. Juni 1916 in Geusa, Kreis Merseburg; † 10. Juni 2010 in Stralsund) war ein deutscher Chirurg in Stralsund.

## Leben
Nach dem Abitur in Merseburg und dem Arbeits- und Wehrdienst studierte Scholz an der Martin-Luther-Universität Halle-Wittenberg und der Universität Leipzig Medizin. Er bestand 1942 das Staatsexamen und wurde 1943 promoviert. Am Ende des Zweiten Weltkriegs wurde Scholz als Bataillonsarzt zur Wehrmacht eingezogen. Zweimal verwundet, lernte er während der Behandlung Stralsund kennen. Nach einem Orgelkonzert in der Stralsunder Marienkirche sagte er sich: „Wenn du überlebst – da willst du hin!“
Nach dem Zweiten Weltkrieg wandte er sich in Leipzig der Gynäkologie und Geburtshilfe zu. Zwischenzeitlich wurde er als Hilfsvenerologe verpflichtet. 1947 arbeitete er wieder als Stationsarzt in der gynäkologisch-geburtshilflichen Abteilung vom St. Elisabeth-Krankenhaus Leipzig. Im November 1950 wurde er wissenschaftlicher Oberassistent im Chirurgisch-Poliklinischen Institut der Universität Leipzig und nach der Berufung von Herbert Uebermuth zum Direktor dessen Nachfolger als Oberarzt. Während des Volksaufstandes am 17. Juni 1953 behandelte er Verletzte. Scholz trat 1957 in die Deutsche Gesellschaft für Chirurgie ein. Mit seiner Frau, der Internistin und Radiologin Erika Scholz, zog er 1958 in die Stadt am Strelasund. Er wurde Chefarzt der Chirurgischen Klinik vom Krankenhaus am Sund. 1960  habilitierte er sich an der Medizinischen Fakultät der Universität Leipzig. Auf Bitten der Weltgesundheitsorganisation und des Internationalen Komitees vom Roten Kreuz engagierte sich Otto Scholz 1960/61 im Nothilfeeinsatz für Kivu in der gerade unabhängig gewordenen Demokratischen Republik Kongo. Ab 1963 war er Vorsitzender des Kreiskomitees des Deutschen Roten Kreuzes. Die Ernst-Moritz-Arndt-Universität Greifswald ernannte ihn 1969 zum Honorarprofessor.
Unter Scholz entstand am Stralsunder Krankenhaus u. a. eine eigenständige Abteilung für Anästhesiologie. 1981 trat er in den Ruhestand. Er machte sich „um die Abdominalchirurgie, die Chirurgie der Nieren und Nebennieren, die Unfallchirurgie und die Knochentransplantation sowie um die ärztliche Versorgung der Patienten, die Wissenschaft, den Ausbau des Gesundheitswesens und die nationale und internationale Kooperation und Zusammenarbeit in besonderer Weise verdient“, wie es in der Laudatio zur Verleihung der Paracelsus-Medaille hieß. Er starb kurz nach seinem 94. Geburtstag.

## Ehrungen
- Vaterländischer Verdienstorden in Bronze
- Verdienter Arzt des Volkes (1966)
- Obermedizinalrat
- Ehrenbürger von Stralsund, anlässlich seines 65. Geburtstages
- Ehrenmitglied der Vereinigung Nordwestdeutscher Chirurgen (1995)
- Paracelsus-Medaille (1997)